# Randy Pausch
Randy Pausch (ur. 23 października 1960 w Baltimore, zm. 25 lipca 2008 w Chesapeake) – amerykański profesor informatyki pracujący w Carnegie Mellon University, autor książki Ostatni wykład (The Last Lecture).
Zajmował się projektowaniem gier komputerowych oraz badaniem zachowań człowieka w wirtualnej rzeczywistości. Pracował m.in. dla firm Adobe, Google i The Walt Disney Company. Na uniwersytecie w Pittsburghu stworzył Centrum Rozrywki Komputerowej. Jako pierwszy wykładowca w historii zaproponował współpracę informatyków z artystami.
We wrześniu 2006 roku zdiagnozowano u niego raka trzustki. 18 września 2007 roku lekarz Pauscha stwierdził, że Pausch przeżyje jeszcze tylko kilka miesięcy. Ostatnie miesiące Randy Pausch spędził w rodzinnym gronie, okazjonalnie uzupełniając swój blog. Krótko przed śmiercią wygłosił wykład o swoim umieraniu, który stał się popularny w Stanach Zjednoczonych. Zmarł 25 lipca 2008. Osierocił troje dzieci w wieku sześciu, trzech i dwóch lat.

## Upamiętnienia
- Magazyn Time umieścił go na liście  stu najbardziej wpływowych ludzi na świecie[3].
- Uczelnia Carnegie Mellon University zbudowała w 2009 roku podświetlany pomost łączący dwa budynki uczelni. Pomost jest wyrazem uznania za wkład Randy Pauscha w edukację[4].
- 30 maja 2008 roku otrzymał list od George W. Busha z podziękowaniami[5].